# Roman Adamow
Roman Stanisławowicz Adamow (ros. Роман Станиславович Адамов, ur. 21 czerwca 1982 w Biełoj Kalitwie) – rosyjski piłkarz grający na pozycji napastnika.

## Życiorys
Adamow jest wychowankiem klubu Olimpia Wołgograd. W 2000 roku zadebiutował w jego barwach w Drugiej Dywizji (odpowiednik III ligi). Po pół roku przeniósł się do ukraińskiego Szachtara Donieck. Tam jednak nie zdołał przebić się do pierwszego składu i nie rozegrał żadnego meczu. W 2001 roku powrócił do ojczyzny i w barwach Rostselmaszu Rostów zadebiutował w Premier Lidze, a w 3. kolejce zdobył pierwszego gola w przegranym 1:2 spotkaniu z Sokołem Saratów. W 2002 roku stracił dużą część sezonu z powodu kontuzji i do pierwszego składu Rostowa wrócił w 2003 roku i zdobył wówczas 7 goli w lidze. W 2004 roku jego dorobek wyniósł 3 gole, ale jeszcze w trakcie sezonu roku Adamow zmienił barwy klubowe i przeszedł do Tereka Grozny, z którym wywalczył awans z Pierwszej Dywizji do Premier Ligi. W 2005 roku był czołowym strzelcem zespołu, strzelił 10 bramek, jednak Terek nie zdołał utrzymać się w lidze. Na początku 2006 za 500 tysięcy euro Roman trafił do FK Moskwa. Tam jako partner Dmitrija Kiriczenki zdobył 8 goli w lidze, będąc drugim najlepszym strzelcem szóstej drużyny ligi. Od początku 2007 wykazywał wysoką skuteczność i stał się jednym z najbardziej skutecznych zawodników Premier Ligi zdobywając w niej 14 goli.
W połowie 2008 roku Adamow został piłkarzem Rubinu Kazań. W jego barwach zadebiutował 16 lipca w zremisowanym 0:0 domowym spotkaniu z Saturnem Ramienskoje. Na koniec roku został mistrzem Rosji z Rubinem. Nowy sezon w barwach mistrza Rosji nie był już jednak tak udany dla Adamowa który przegrywał walkę o miejsce w pierwszym składzie z Aleksandrem Bucharowem i Alejandro Domínguezem i w połowie sezonu został wypożyczony do Krylji Sowietow Samara. W nowym zespole zadebiutował 2 sierpnia 2009 roku w wyjazdowym spotkaniu przeciwko Amkarowi Perm. Ogólnie sezon 2009 zakończył z dorobkiem 7 goli w 27 meczach. W 2009 roku Rubin został mistrzem kraju. W 2010 roku Adamow został wypożyczony do FK Rostów. W trakcie sezonu 2012/2013 odszedł do Viktorii Pilzno, z którą wywalczył mistrzostwo Czech. W latach 2013–2015 grał w Sibirze Nowosybirsk.
| Sezon   | Klub                   | Kraj    | Rozgrywki        | Mecze | Bramki |
| ------- | ---------------------- | ------- | ---------------- | ----- | ------ |
| 2000    | Olimpia Wołgograd      | Rosja   | Wtoroj diwizion  | 17    | 6      |
| 2000/01 | Szachtar Donieck       | Ukraina | Wyszcza Liha     | 0     | 0      |
| 2001    | Rostselmasz Rostów     | Rosja   | Priemjer-Liga    | 22    | 3      |
| 2002    | Rostselmasz Rostów     | Rosja   | Priemjer-Liga    | 9     | 0      |
| 2003    | FK Rostów              | Rosja   | Priemjer-Liga    | 20    | 7      |
| 2004    | FK Rostów              | Rosja   | Priemjer-Liga    | 18    | 3      |
| 2004    | Terek Grozny           | Rosja   | Pierwyj Diwizion | 14    | 2      |
| 2005    | Terek Grozny           | Rosja   | Priemjer-Liga    | 21    | 10     |
| 2006    | FK Moskwa              | Rosja   | Priemjer-Liga    | 27    | 8      |
| 2007    | FK Moskwa              | Rosja   | Priemjer-Liga    | 28    | 14     |
| 2008    | FK Moskwa              | Rosja   | Priemjer-Liga    | 8     | 2      |
| 2008    | Rubin Kazań            | Rosja   | Priemjer-Liga    | 13    | 1      |
| 2009    | Rubin Kazań            | Rosja   | Priemjer-Liga    | 13    | 2      |
| 2009    | Krylja Sowietow Samara | Rosja   | Priemjer-Liga    | 13    | 5      |
| 2010    | FK Rostów              | Rosja   | Priemjer-Liga    | 24    | 8      |
| 2011/12 | FK Rostów              | Rosja   | Priemjer-Liga    | 42    | 11     |
| 2012/13 | FK Rostów              | Rosja   | Priemjer-Liga    | 6     | 0      |
| 2012/13 | Viktoria Pilzno        | Czechy  | Gambrinus Liga   | 6     | 1      |
| 2013/14 | Sibir Nowosybirsk      | Rosja   | Pierwyj diwizion | 5     | 1      |
| 2014/15 | Sibir Nowosybirsk      | Rosja   | Pierwyj diwizion | 12    | 0      |

## Kariera reprezentacyjna
W reprezentacji Rosji Adamow zadebiutował 26 marca 2008 roku w przegranym 0:3 towarzyskim meczu z Rumunią. W tym samym roku został powołany przez selekcjonera Guusa Hiddinka do kadry na Euro 2008. Tam rozegrał jedno spotkanie, przegrane 1:4 z Hiszpanią, a z Rosją zdobył brązowy medal.